# Communauté de communes du Pays de Montereau
La communauté de communes du Pays de Montereau (CCPM) précédemment dénommée communauté de communes des Deux Fleuves (CC2F) est une communauté de communes française, située dans le département de Seine-et-Marne en région Île-de-France.

## Historique
Le district des Deux Fleuves a été créé le 23 mars 1974 par les communes de Barbey, La Tombe, Marolles-sur-Seine et Misy-sur-Yonne. Il est transformé en communauté de communes par un arrêté préfectoral du 24 décembre 2001,.
La commune de La Tombe s'en retire en 1991, et la commune de Courcelles-en-Bassée adhère au district en 1999.
Le territoire communautaire connait une importante extension en 2003, avec l'adhésion de dix communes: La Brosse-Montceaux, Cannes-Écluse, Esmans, Forges, La Grande-Paroisse, Laval-en-Brie, Montereau-Fault-Yonne, Saint-Germain-Laval, Salins et Varennes-sur-Seine.
Dans le cadre des dispositions de la loi portant nouvelle organisation territoriale de la République (Loi NOTRe) du 7 août 2015, qui prévoit que les établissements publics de coopération intercommunale (EPCI) à fiscalité propre doivent avoir un minimum de 15 000 habitants (et 5 000 habitants en zone de montagnes), le préfet de Seine-et-Marne a rendu public le 13 octobre 2015 un nouveau projet de schéma départemental de coopération intercommunale (SDCI) qui prévoit notamment la fusion de la communauté de communes des Deux Fleuves (14 communes) et de la communauté de communes du Bocage Gâtinais (8 communes), qui regrouperait ainsi 22 communes et 39 877 habitants,.
Le schéma départemental définitif approuvé par un arrêté préfectoral du 30 mars 2016 nuance le projet, et prévoit l'intégration à la CC2F aux seules communes de Blennes, Chevry-en-Sereine, Diant, Montmachoux, Noisy-Rudignon, Thoury-Férottes et Voulx, la dernière commune du Bocage Gâtinais, Flagy, devant être rattachée à la communauté de communes Moret Seine et Loing. Ce schéma est destiné à être mis en œuvre le 1er janvier 2017, après consultation des conseils communautaires et municipaux.
Le 1er janvier 2017, sept des huit communes de l'ex Communauté de communes du Bocage Gâtinais rejoignent la CC2F : Blennes, Chevry-en-Sereine, Diant, Montmachoux, Noisy-Rudignon, Thoury-Férottes et Voulx
Le même jour, elle modifie ses statuts et change de dénomination pour Communauté de communes du Pays de Montereau.

## Territoire communautaire

### Composition
La communauté de communes est composée des 21 communes suivantes :

| Nom                           | Code Insee | Gentilé            | Superficie (km2) | Population (dernière pop. légale) | Densité (hab./km2) |
| ----------------------------- | ---------- | ------------------ | ---------------- | --------------------------------- | ------------------ |
| Montereau-Fault-Yonne (siège) | 77305      | Monterelais        | 9,1              | 21 840 (2022)                     | 2 400              |
| Barbey                        | 77021      | Barbésiens         | 4,32             | 151 (2022)                        | 35                 |
| Blennes                       | 77035      | Blennois           | 20,29            | 546 (2022)                        | 27                 |
| La Brosse-Montceaux           | 77054      | Brossois           | 12               | 736 (2022)                        | 61                 |
| Cannes-Écluse                 | 77061      | Cannois            | 8,63             | 2 742 (2022)                      | 318                |
| Chevry-en-Sereine             | 77115      | Chevriots          | 22,81            | 504 (2022)                        | 22                 |
| Courcelles-en-Bassée          | 77133      | Coucellois         | 10,79            | 214 (2022)                        | 20                 |
| Diant                         | 77158      | Darnios            | 10,94            | 196 (2022)                        | 18                 |
| Esmans                        | 77172      | Esmanais           | 17,83            | 904 (2022)                        | 51                 |
| Forges                        | 77194      | Forgeois           | 13,32            | 432 (2022)                        | 32                 |
| La Grande-Paroisse            | 77210      | Grands-Paroissiens | 29,07            | 2 899 (2022)                      | 100                |
| Laval-en-Brie                 | 77245      | Valvirois          | 20,29            | 394 (2022)                        | 19                 |
| Marolles-sur-Seine            | 77279      | Marollais          | 20,19            | 1 793 (2022)                      | 89                 |
| Misy-sur-Yonne                | 77293      | Misyciens          | 6,25             | 857 (2022)                        | 137                |
| Montmachoux                   | 77313      | Michaomontois      | 4,43             | 228 (2022)                        | 51                 |
| Noisy-Rudignon                | 77338      | Noisy-Rudignonais  | 4,16             | 592 (2022)                        | 142                |
| Saint-Germain-Laval           | 77409      | Saint-Germanois    | 8,85             | 2 887 (2022)                      | 326                |
| Salins                        | 77439      | Salinois           | 10,55            | 1 171 (2022)                      | 111                |
| Thoury-Férottes               | 77465      | Ferrotois          | 16,49            | 653 (2022)                        | 40                 |
| Varennes-sur-Seine            | 77482      | Varennois          | 10,02            | 3 724 (2022)                      | 372                |
| Voulx                         | 77531      | Voulxois           | 12,6             | 1 622 (2022)                      | 129                |

### Démographie
| 1968   | 1975   | 1982   | 1990   | 1999   | 2010   | 2015   | 2021   |
| ------ | ------ | ------ | ------ | ------ | ------ | ------ | ------ |
| 32 484 | 35 592 | 35 689 | 36 855 | 37 818 | 38 973 | 41 627 | 45 312 |

## Administration

### Liste des présidents
| Période      | Période                  | Identité                      | Étiquette | Qualité |
| ------------ | ------------------------ | ----------------------------- | --------- | --- |
| janvier 2003 | avril 2003               | Philippe Levêque              |           | Maire de Marolles-sur-Seine (1995 → 2020) |
| 2003         | avril 2016               | Yves Jégo                     | UDI-PRV   | Consultant en ressources humaines Maire de Montereau-Fault-Yonne (1995 → 2017) Secrétaire d'État chargé de l'Outre-mer (2008 → 2009) Député de Seine-et-Marne (3e circ.) (2002 → 2008 et 2009 → 2017) Démissionnaire |
| avril 2016   | En cours (au 4 mai 2016) | Jean-Marie Albouy-Guidicelli, | SE-DVD    | Conseiller à l'emploi Pôle Emploi Premier maire-adjoint de Montereau (2001 →) |

### Siège
L'intercommunalité a son siège à Montereau-Fault-Yonne, 29, avenue du général de Gaulle.

### Élus
La communauté de communes est administrée par son conseil communautaire, composé, pour la mandature 2020-2026, de 57 conseillers communautaires représentant chacune des 21 communes membres, répartis sensiblement en fonction de leur population.
L'exécutif de la CCPM est constitué du Président, Jean-Marie ALBOUY-GUIDICELLI, conseiller municipal de la commune de Montereau et de 13 Vice-présidents : 
1. Romain Senoble, maire de Forges, délégué à l’agriculture, la coordination générale et la ruralité ;
2. Denis Miguet, maire de Cannes-Écluse, délégué au développement territorial ;
3. Alain Demelun, maire de La-Brosse-Montceaux, délégué aux finances ;
4. Isoline Garreau-Millot, maire de Diant, déléguée au développement économique ;
5. Daniel Villette, maire de Barbey, délégué à l'eau potable ;
6. Yves Roy, maire de Thoury-Férottes, délégué à la voirie ;
7. Monique Jacquier, maire de Misy-sur-Yonne, déléguée au tourisme ;
8. Catherine Lessinger, adjointe à La-Grande-Paroisse, déléguée aux affaires générales et au personnel ;
9. Pascal Dalicieux, maire de Blennes, délégué à la transition énergétique ;
10. Jean-Luc Auzou, maire de Courcelles-en-Bassée, délégué à l'assainissement ;
11. Jean-François Bermudez, adjoint à Saint-Germain-Laval, délégué à la mutualisation et aire d'accueil des gens du voyage ;
12. Frédéric Fontaine, adjoint à Marolles-sur-Seine, délégué à la GEMAPI ;
13. Georges Benard, maire de Salins, délégué à l'aménagement du numérique.

### Régime fiscal et budget
La Communauté de communes est un établissement public de coopération intercommunale à fiscalité propre.
Afin de financer l'exercice de ses compétences, l'intercommunalité perçoit la fiscalité professionnelle unique (FPU) – qui a succédé à la taxe professionnelle unique (TPU) – et assure une péréquation de ressources entre les communes résidentielles et celles dotées de zones d'activité.

## Compétences
L'intercommunalité exerce les compétences qui lui ont été transférées par les communes membres, dans les conditions définies par le code général des collectivités territoriales.
1. Aménagement de l’espace dont le Plan local d'urbanisme intercommunal (PLUI) sauf opposition des communes ;
2. Développement économique : actions intéressant l’ensemble de la communauté (création entretien des zones d’activités + politique locale du commerce et soutien aux activités commerciales d’intérêt communautaire + promotion du tourisme dont la création d’office de tourisme, zones d’activités touristiques avant le 01/01/2017) ;
3. Aménagement, entretien et gestion des aires d’accueil des gens du voyage ;
4. Gestion des milieux aquatiques et préventions des inondations ;
5. Assainissement ;
6. Eau ;
7. Protection et mise en valeur de l’environnement et soutien aux actions de maîtrise de la demande d’énergie ;
8. Politique du logement et du cadre de vie ;
9. Création, aménagement et entretien de la voirie ;
10. Études en vue de la réalisation d'un Schéma de cohérence territoriale, insertion par l'emploi, liaisons douces.

### Projets et réalisations
Sur la Zone d'Activités Saint-Donain est en service depuis le 09/09/2023 un crématorium géré par le groupe Funécap pour le compte de la Communauté de Communes du Pays de Montereau. Le bâtiment se trouve à environ 400 mètres du péage A5.
Site officiel: https://montereau.crematoriums.fr/